# Hyundai Genesis Coupe
Hyundai Genesis Coupe – samochód sportowy klasy średniej produkowany pod południowokoreańską marką Hyundai w latach 2008 – 2016.

## Historia i opis modelu

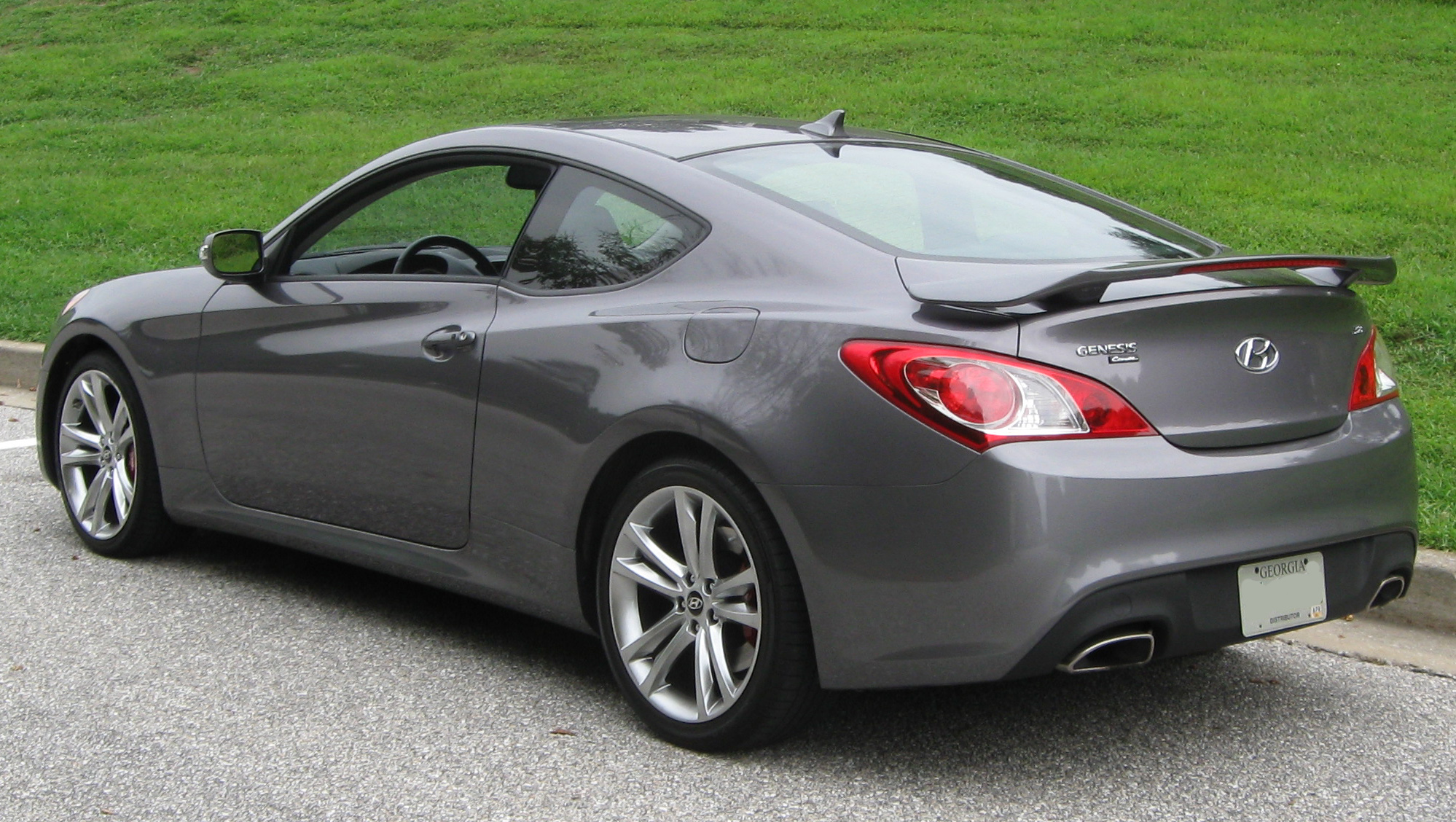
Hyundai Genesis Coupe - tył

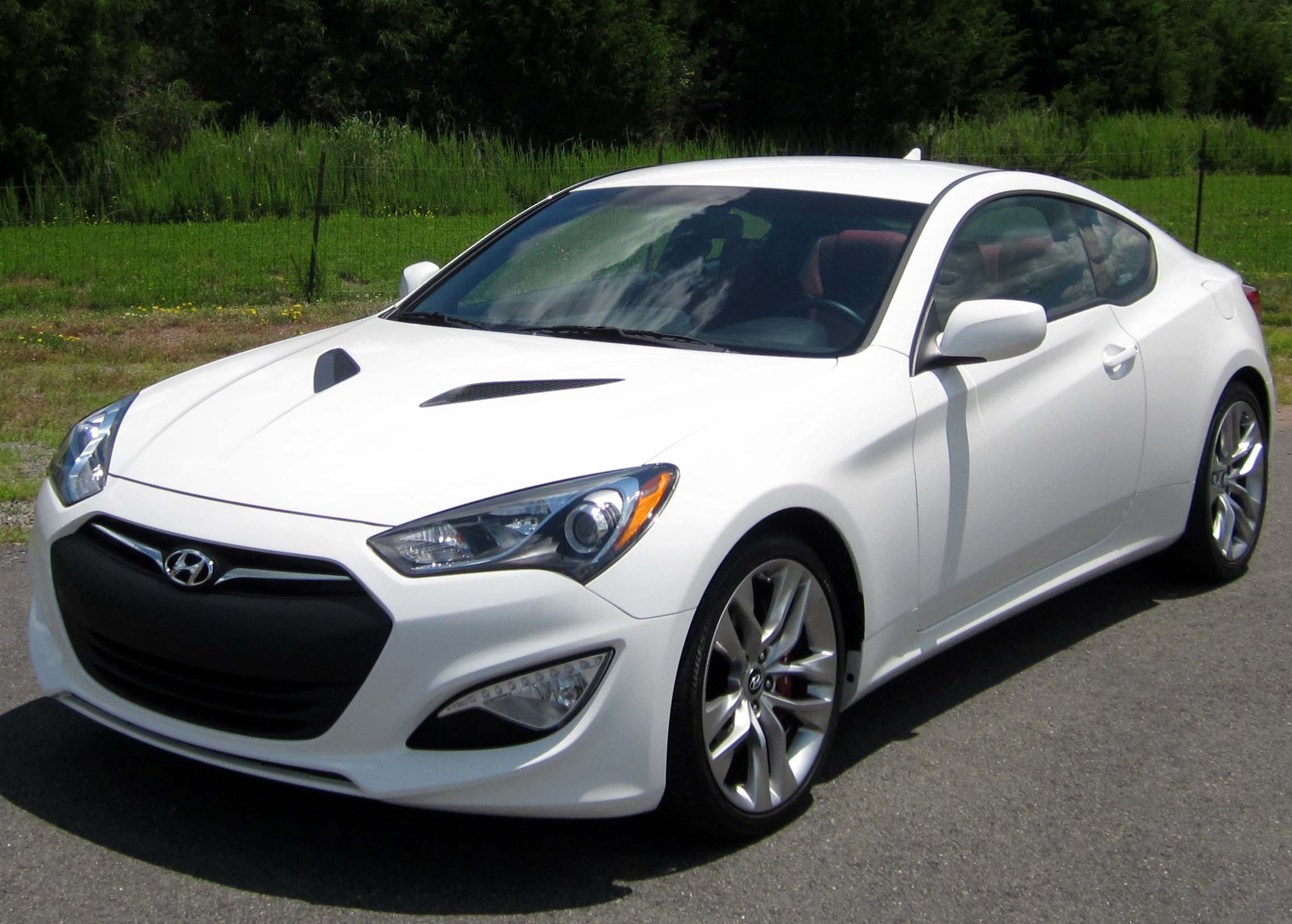
Hyundai Genesis Coupe po liftingu

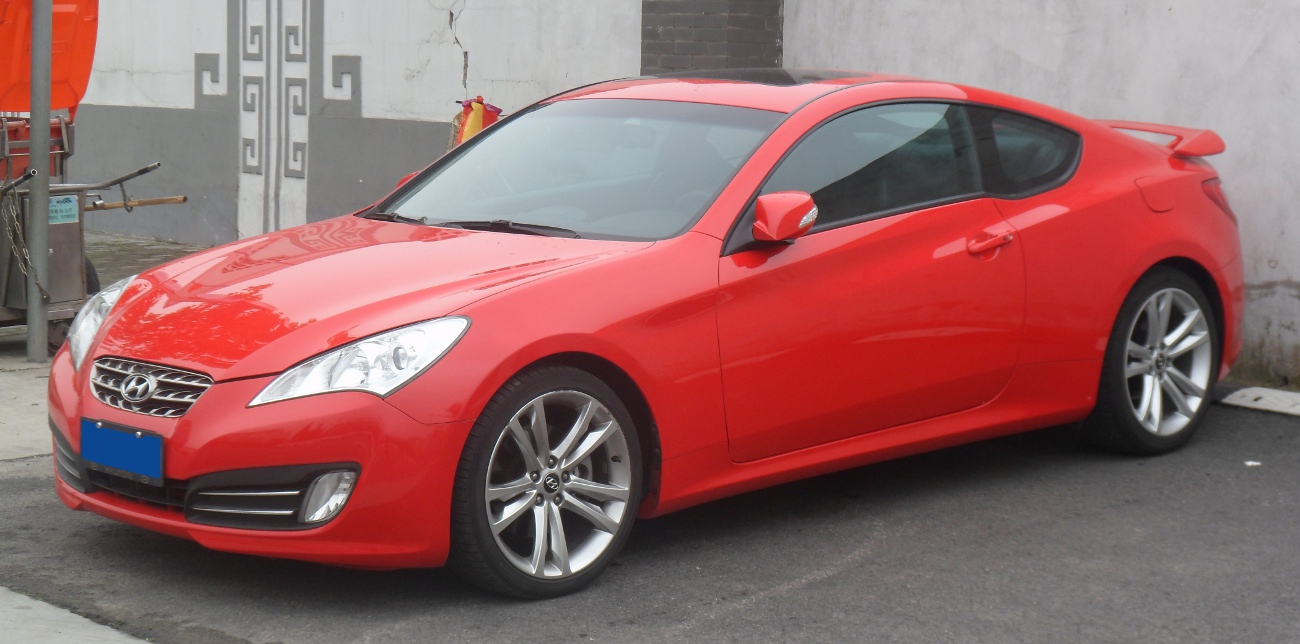
chiński Hyundai Rohens Coupe

W marcu 2008 roku podczas New York International Auto Show Hyundai przedstawił tylnonapędowy samochód sportowy Genesis Coupe, który powstał jako nowa realizacja koncepcji 2-drzwiowego coupe dotychczas realizowanego przez model Tiburon. 
Samochód otrzymał awangardową stylizację łączącą ostre linie z łukami oraz zaokrągleniami, wyróżniając się agresywnie zarysowanymi reflektorami, wyrażnymi przetłoczeniami na błotnikach i zagłębieniem w linii szyb na wysokości tylnego rzędu siedzeń. Kabina pasażerska umożliwia transport 4 pasażerów, z kolei deskę rozdzielczą zdobi masywna konsola centralna.
Gamę jednostek napędowych tylnonapędowego Hyundaia Genesisa Coupe utworzył słabszy, czterocylindrowy silnik benzynowy o pojemności 2 litrów o mocy 210 KM oraz mocniejsza, 3,8-litrowa jednostka typu V6 o mocy 303 KM.

### Lifting
W listopadzie 2011 roku zaprezentowany został Hyundai Genesis Coupe po gruntownej restylizacji, która przyniosła nowy wygląd przedniego pasa. Pojawił się nowy, sześciokątny wlot powietrza, inny układ reflektorów z ciemnymi wkładami i większe wloty powietrza w zderzakach. W silniku 2.0 dzięki zmianom osprzętowym i zastosowaniu sprężarki twin-scroll uzyskano 275KM. Silnik 3.8 V6 otrzymał bezpośredni wtrysk GDi i legitymował się mocą 347KM.

### Sprzedaż
Początkowo Hyundai Genesis Coupe dostępny był w sprzedaży tylko w Ameryce Północnej i Korei Południowej, a w latach 2011-2013 oferowano go także na rynku europejskim, włącznie z polskim. Pod nazwą Hyundai Rohens Coupe samochód oferowano także w Chinach.

### Silniki
- R4 2.0l Theta II T-MPi 210KM (G4KF)
- R4 2.0l Theta II T-MPi 275KM
- V6 3.8l Lambda II RS MPi 303KM (G6DA/G6DK)
- V6 3.8l Lambda II RS GDi 347KM (G6DJ/G6DN)